# Premier League Malti 2006-2007
L'edizione 2006-2007 della Premier League maltese (BOV Premier League per motivi di sponsorizzazione) è stata la novantaduesima edizione della massima serie del campionato maltese di calcio. Il titolo è stato vinto per la prima volta dal Marsaxlokk.

## Classifica prima fase
|    | Classifica         | G  | V  | N | P  | GF | GS | Dif | Pt | Pt detratti | Pt 2ª fase |
| -- | ------------------ | -- | -- | - | -- | -- | -- | --- | -- | ----------- | ---------- |
| 1  | Marsaxlokk         | 18 | 14 | 3 | 1  | 45 | 15 | +30 | 45 | 22          | 23         |
| 2  | Sliema Wanderers   | 18 | 10 | 4 | 4  | 33 | 21 | +12 | 34 | 17          | 17         |
| 3  | Valletta           | 18 | 10 | 3 | 5  | 41 | 18 | +23 | 33 | 16          | 17         |
| 4  | Msida Saint-Joseph | 18 | 9  | 6 | 3  | 32 | 17 | +15 | 33 | 16          | 17         |
| 5  | Birkirkara         | 18 | 9  | 3 | 6  | 32 | 27 | +5  | 30 | 15          | 15         |
| 6  | Hibernians         | 18 | 8  | 1 | 9  | 31 | 33 | -2  | 25 | 12          | 13         |
| 7  | Floriana           | 18 | 6  | 6 | 6  | 28 | 20 | +8  | 24 | 12          | 12         |
| 8  | St. George's       | 18 | 2  | 6 | 10 | 11 | 33 | -22 | 12 | 6           | 6          |
| 9  | Pietà Hotspurs     | 18 | 2  | 5 | 11 | 16 | 47 | -31 | 11 | 5           | 6          |
| 10 | Marsa              | 18 | 0  | 3 | 15 | 12 | 50 | -38 | 3  | 1           | 2          |

### Verdetti prima fase
Accedono ai playoff campionato:

Marsaxlokk, Sliema Wanderers, Valletta, Msida Saint-Joseph, Birkirkara, Hibernians 

Accedono ai playoff retrocessione:

Floriana, St. George's, Pietà Hotspurs, Marsa

## Classifiche seconda fase

### Playoff campionato
|   | Classifica         | G  | V  | N | P  | GF | GS | Dif | Pt |
| - | ------------------ | -- | -- | - | -- | -- | -- | --- | -- |
| 1 | Marsaxlokk         | 28 | 22 | 3 | 3  | 74 | 28 | +46 | 47 |
| 2 | Sliema Wanderers   | 28 | 15 | 7 | 6  | 50 | 34 | +16 | 35 |
| 3 | Birkirkara         | 28 | 15 | 4 | 9  | 48 | 44 | +4  | 34 |
| 4 | Valletta           | 28 | 13 | 7 | 8  | 55 | 31 | +24 | 29 |
| 5 | Hibernians         | 28 | 10 | 3 | 15 | 45 | 52 | -7  | 21 |
| 6 | Msida Saint-Joseph | 28 | 9  | 8 | 11 | 40 | 40 | 0   | 19 |

### Playoff retrocessione
|    | Classifica     | G  | V | N | P  | GF | GS | Dif | Pt |
| -- | -------------- | -- | - | - | -- | -- | -- | --- | -- |
| 7  | Floriana       | 24 | 9 | 7 | 8  | 41 | 30 | +11 | 22 |
| 8  | Pietà Hotspurs | 24 | 6 | 5 | 13 | 29 | 56 | -27 | 18 |
| 9  | St. George's   | 24 | 3 | 7 | 14 | 23 | 52 | -29 | 10 |
| 10 | Marsa          | 24 | 2 | 5 | 17 | 20 | 58 | -38 | 10 |

## Verdetti finali
- Marsaxlokk Campione di Malta 2006-2007
- St. George's e Marsa retrocesse.